# Bedrijfs-ecosysteem
Een Bedrijfs-ecosysteem (Business ecosystem) is een strategisch planningsconcept, waarmee aangegeven wordt hoe bedrijven (moeten) zijn verweven met hun omgeving.
Het begrip ecosysteem komt uit de ecologie.

## Oorsprong
De Engelstalige term is voor het eerst gebruikt in een artikel van Moore uit 1993 in Harvard Business Review met als titel "Predators and Prey: A New Ecology of Competition".
Moore definieerde in 1996 "business ecosystem" als: "een economische gemeenschap ondersteund door elkaar beïnvloedende organisaties en individuen, de organismen van de zakenwereld. De economische gemeenschap produceert waardevolle goederen en diensten aan klanten, die zelf ook onderdeel zijn van het ecosysteem. Tot de organismen van het ecosysteem behoren ook leveranciers, producenten, concurrenten, en andere belanghebbenden. In de loop van de tijd evalueren deze betrokkenen samen, inclusief hun hun rollen en taken, en neigen ertoe om zich te verbinden met de doelen en de richting van een of enkele van de centrale bedrijven. Deze bedrijven kunnen van rol veranderen, maar ze behouden hun functie als ecosysteemleider vanwege de ontstane afhankelijkheden."
Moore gebruikte verschillende andere ecologische metaforen om aan te geven dat een firma is ingebed in een zakelijke omgeving die moet evalueren met andere bedrijven; de niche wordt telkens uitgedaagd. Dat betekent dat een bedrijf proactief moet zijn en wederzijds voordelige activiteiten moet ondernemen in "symbiose" met klanten, leveranciers en zelfs concurrenten.

## Nederland
In Nederland is door de Utrechtse hoogleraar Erik Stam als (meer beperkte) definitie voor een bedrijfs-ecosysteem voorgesteld 
"Een samenhangende verzameling spelers, die zodanig gestuurd worden, dat ondernemend handelen gestimuleerd wordt." 
De Adviesraad voor Wetenschap & Technologie verwijst naar een OESO-definitie: "Een verzameling samenhangende ondernemende spelers (zowel potentieel als actief), marktpartijen (b.v. bedrijven, durfkapitalisten, business angels en banken), instituties (universiteiten, overheidsagentschappen en toezichthouders), en processen (de oprichtingsgraad van nieuwe bedrijven, het aantal snelgroeiende bedrijven, het aantal seriële en zeer succesvolle ondernemers, de mate van ondernemende ambitie en de maatschappelijke acceptatie van het verzilveren van successen), die in hun formele en informele verbindingen van invloed zijn op de prestaties van een lokale ondernemende omgeving."
Als voorbeeld van een bedrijfs-ecosysteem dat succes heeft wordt wel Silicon Valley in Californië genoemd.
De term is in delen van het bedrijfsleven en bedrijfskunde gemeengoed geworden.